# Więzień królewski
Więzień królewski (ang. The Prisoner of Zenda) – amerykański film płaszcza i szpady z 1937 roku w reżyserii Johna Cromwella. Adaptacja powieści Więzień na zamku Zenda Anthoniego Hope’a.

## Fabuła
W czerwcu 1897 roku angielski dżentelmen, major Rudolf Rassendyll, przybywa jako turysta do małego środkowoeuropejskiego królestwa, w którym wkrótce ma się odbyć koronacja miejscowego władcy Rudolfa V. Na miejscu Rassendylla dziwi zainteresowanie tubylców jego osobą. Wędkując w obwodzie łowieckim w prowincji Zenda, Rassendyll natyka się na Rudolfa V polującego z jego doradcami Zaptem i von Tarlenheimem. Okazuje, że Rassendyll i przyszły król są do siebie bliźniaczo podobni, co jest spowodowane możliwym pokrewieństwem, jako że praprapradziadek Rudolfa V i prapraprababcia Rassendylla mieli chwilowy romans. Zdumiony, jak i rozbawiony Rudolf V zaprasza Anglika na kolację w jego domku myśliwskim.
Podczas wieczerzy Rudolf V upija się do nieprzytomności winem przysłanym przez jego przyrodniego brata – Michała, wielkiego księcia Strelsau. Wino zostało wypełnione środkiem odurzającym, przez co władca nie może być ocucony, a tym samym udać na dzisiejszą koronację. Była to intryga Michała, który chce mieć pretekst przejęcia władzy w królestwie. Nie może znieść faktu, że będąc starszym nie jest pretendentem do tronu z powodu jego matki, niebędącej arystokratką. Zapt przekonuje Rassendylla do udawania Rudolfa V podczas koronacji. Rassendyll wiedząc, że Michał będąc regentem nie odda władzy, zgadza się. Ceremonia odbywa się pomyślnie w Strelsau. Rassendyll odkrywa, że król musi poślubić swoją kuzynkę księżniczkę Flavię, która nie darzy go sympatią.
Flavia widząc odmienny charakter swego domniemanego kuzyna, zaczyna się do niego przekonywać. Następnego dnia Zapt i Rassendyll wracają do Zendy, by sprowadzić prawdziwego Rudolfa V, którego uprowadzono. Obaj domyślają się, że za porwaniem stał Rupert hr. von Hentzau, podwładny Michała. Rassendyll musi kontynuować maskaradę, by uniemożliwić spiskowcom działanie bez obciążenia samych siebie. Wkrótce Rassendyll zakochuje się w Flawii, odwzajemniającej jego uczucia. Tymczasem Hentzau informuje Michała, że domyślił się oszustwa i uwięził prawdziwego króla w drwalskim domu. Książę nakazuje zabić sobowtóra, by móc utrzymać swój spisek bez ryzyka.
Rassendyll otrzymuje list z groźbą, że Flawia ucierpi, jeśli nie przyjdzie do bulwaru Elphberga. Tam ma poznać miejsce pobytu Rudolfa V od Antoinette de Mauban, francuskiej ukochanej Michała. Antoinette informuje, że króla przeniesiono do zamku Michała koło Zendy. Pragnąc uniemożliwić Michałowi poślubienie Flawii, co jest niezbędne do objęcia tronu, Antoinette oferuje pomoc w odbiciu króla pod warunkiem nie skrzywdzenia lubego. Rassendyll i towarzyszący mu von Tarlenheim, świadomi pułapki Hentzaua, unikają zamachu. W Zendzie spotyka się z Hentzauem, któremu proponuje osobiście sprowadzić żywego więźnia. Hentzau chcąc zdradzić księcia, oferuje inny układ: Rassendyll będzie rządził królestwem, a on w zamian za milczenie otrzyma zapłatę i Antoinette. Rassendyll odmawia.
W swym zamku Michał proponuje Rudolfowi abdykację, lecz spotyka się z odmową. Tymczasem Antoinette przysyła do Strelsau posłańca ze szczegółami planu. Ponieważ król zginie przy pierwszej oznace próby ratunku, jeden człowiek musi przepłynąć fosę, by powstrzymać potencjalnych zabójców do przybycia królewskich oddziałów. Rassendyll podejmuje się tego zadania i niebawem dociera do zamku z Zaptem i von Tarleheimem. Antoinette wpuszcza Rassendylla do zamku. Plan odbicia króla się komplikuje, gdy dowodzący strażą Hentzau, przyłapany przez Michała na próbie uwiedzenia Antoinette, zabija go w szamotaninie. Antoinette w rozpaczy nieświadomie zdradza obecność intruzów, przez co Hentzau domyśla się próby szturmu na zamek.
Rassendyll ratuje Rudolfa V zabijając dwóch strażników. Jednak musi stoczyć walkę na szpady z Hentzauem, jednocześnie próbując przeciąć linę, by opuścić most zwodzony dla wojsk. Gdy w końcu mu się to udaje, Hentzau na widok szturmujących zamek oddziałów salwuje się ucieczką. Rudolf V wraca do zdrowia i będąc bardziej odpowiedzialnym wobec swej funkcji, dziękuje sobowtórowi za przysługę. Flawia, która już o wszystkim wie, odrzuca propozycję Rassendylla wspólnego wyjazdu do Anglii, tłumacząc, że wiąże ją obowiązek wobec kraju. Zapewnia jednak o swojej miłości. Zapt i von Tarlenheim odprowadzają Rassendylla do granicy, gdzie podczas pożegnania komplementują go jako najlepszego ze wszystkich Elphbergów.

## Obsada
- Ronald Colman –
  - mjr Rudolf Rassendyll
  - król Rudolf V
- Madeleine Carroll – księżniczka Flawia
- Douglas Fairbanks Jr. – Rupert hr. von Hentzau
- C. Aubrey Smith – kapitan Zapt
- Raymond Massey – wielki książę „Czarny” Michał
- Mary Astor – Antoinette de Mauban
- David Niven – Fritz von Tarlenheim
- Lewis Stone – kardynał
- Montagu Love – Detchard
- Philip Sleeman – Albert von Lauengram
- Byron Foulger – Johann
- Howard Lang – Józef
- Eleanor Wesselhoeft – Frau Holf
- Torben Meyer – Max

## Nagrody i nominacje
| Nazwa nagrody | Wygrane            | Nominacje                                                              |
| ------------- | ------------------ | ---------------------------------------------------------------------- |
| Oscar         | 1938 bez rezultatu | 1938 Najlepsza muzyka Alfred Newman Najlepsza scenografia Lyle Wheeler |

## Wyróżnienia
| Rok wpisania | National Film Registry |
| ------------ | --- |
| 1991         | Lista filmów budujących dziedzictwo kulturalne USA utworzona przez National Film Preservation Board i przechowywana w Bibliotece Kongresu Stanów Zjednoczonych |